# Тетянівка (Куп'янський район)
Тетяні́вка (з 1-ї пол. ХІХ ст. до 1910 — хутір Миколаївський, з 1910 до 1926 — Шадакирівка) —  село в Україні, у Шевченківській селищній громаді Куп’янського району Харківської області. Населення становить 112 осіб. До 2020 орган місцевого самоврядування — Гетьманівська сільська рада.

## Географія
Село Тетянівка знаходиться за 2 км від лівого берега річки Великий Бурлук. На відстані 1 км розташовані села Мостове і Гетьманівка. На відстані 1,5 км проходить автомобільна дорога Н26.

## Історія
- Перша половина XIX ст. — дата заснування як хутір Миколаївський.
- 1910 — перейменоване в село Шадакирівка.
- 7 (20) листопада 1917 року, відповідно до.Третього Універсалу Української Центральної Ради, увійшло до складу Української Народної Республіки[1].
- 1926 — перейменоване в село Тетянівка.
- 12 червня 2020 року, відповідно до Розпорядження Кабінету Міністрів України № 725-р «Про визначення адміністративних центрів та затвердження територій територіальних громад Харківської області», увійшло до складу Шевченківської селищної територіальної громади[2].
- 19 липня 2020 року, в результаті адміністративно-територіальної реформи та ліквідації Шевченківського району, село увійшло до складу новоутвореного Куп'янського району Харківської області[3].